# فاليزيلن
فاليزيلن (بالألمانية: Wallisellen) هي إحدى بلديات مقاطعة بولاخ في كانتون زيورخ في سويسرا. تبلغ مساحتها 6.50 كيلومتر مربع، ويقدر عدد سكانها بـ 15939 نسمة (حسب تعداد ديسمبر 2017).

## أعلام
- بيت فير
- ألفرد باوم